# Radio Vorarlberg
Radio Vorarlberg ist das vom ORF betriebene Regionalradio für Vorarlberg im Rahmen des Senders Österreich 2 (Österreich-Regional). Die Sendungen des ORF Vorarlberg werden im Landesstudio Vorarlberg in Dornbirn produziert und abgewickelt. Der öffentlich-rechtliche Sender ist im Gesamtradiomarkt (Personen ab 10 Jahre) in Vorarlberg die Nummer eins.

## Programm
Das aktuelle Programmschema besteht aus einer Mischung von Musik, Nachrichten, Service, Sport, Kultur und Talkradio mit dem Schwerpunkt auf der Region Vorarlberg und dessen Einzugsgebiet. Neben der Musik liegt der Fokus im Programm auf einer breiten Berichterstattung über Themen aus den Bereichen Gesellschaft, Unterhaltung, Sport, Politik, Kultur und Religion. Die zuständigen Redakteure haben die Möglichkeit, live ins Programm einzusteigen und so über aktuelle Geschehnisse vor Ort zu berichten. Zu bestimmten Anlässen (beispielsweise der jährlichen Eröffnung der Bregenzer Festspiele oder dem Mösle-Meeting in Götzis) wird ein mobiles, voll ausgerüstetes Radiostudio („Glasstudio“) direkt am Ort des Geschehens installiert, über das die jeweiligen Sendungen unabhängig vom Landesstudio abgewickelt werden können.

### Musik
Radio Vorarlberg spielt vorwiegend Musik aus den Soft AC format ( aus 1980er und 1990er Jahen und moderne Songs). Das Programm richtet sich an die Zielgruppe ab 35 Jahren aus der Region Vorarlberg und den Nachbarregionen in der Schweiz (bis Zürich bzw. Chur), in Deutschland (gesamtes Bodenseegebiet bis Schwarzwald) und in Liechtenstein.

### Nachrichten
Radio Vorarlberg präsentiert zu jeder vollen Stunde 24/7 Weltnachrichten, die Informationen aus Österreich und der Welt bieten. Zu jeder halben Stunde liefert der Sender aktuelle regionale Nachrichten, die zeitgleich im Webauftritt veröffentlicht werden. Hauptnachrichtensendungen sind die Landesrundschauen (morgens, mittags und abends) sowie das Journal um 17:00 Uhr.

### Service
Radio Vorarlberg bietet regelmäßig aktuelle Wetter- und Verkehrsinformationen, die auch unabhängig von den Nachrichtenblöcken ins Programm übernommen werden.

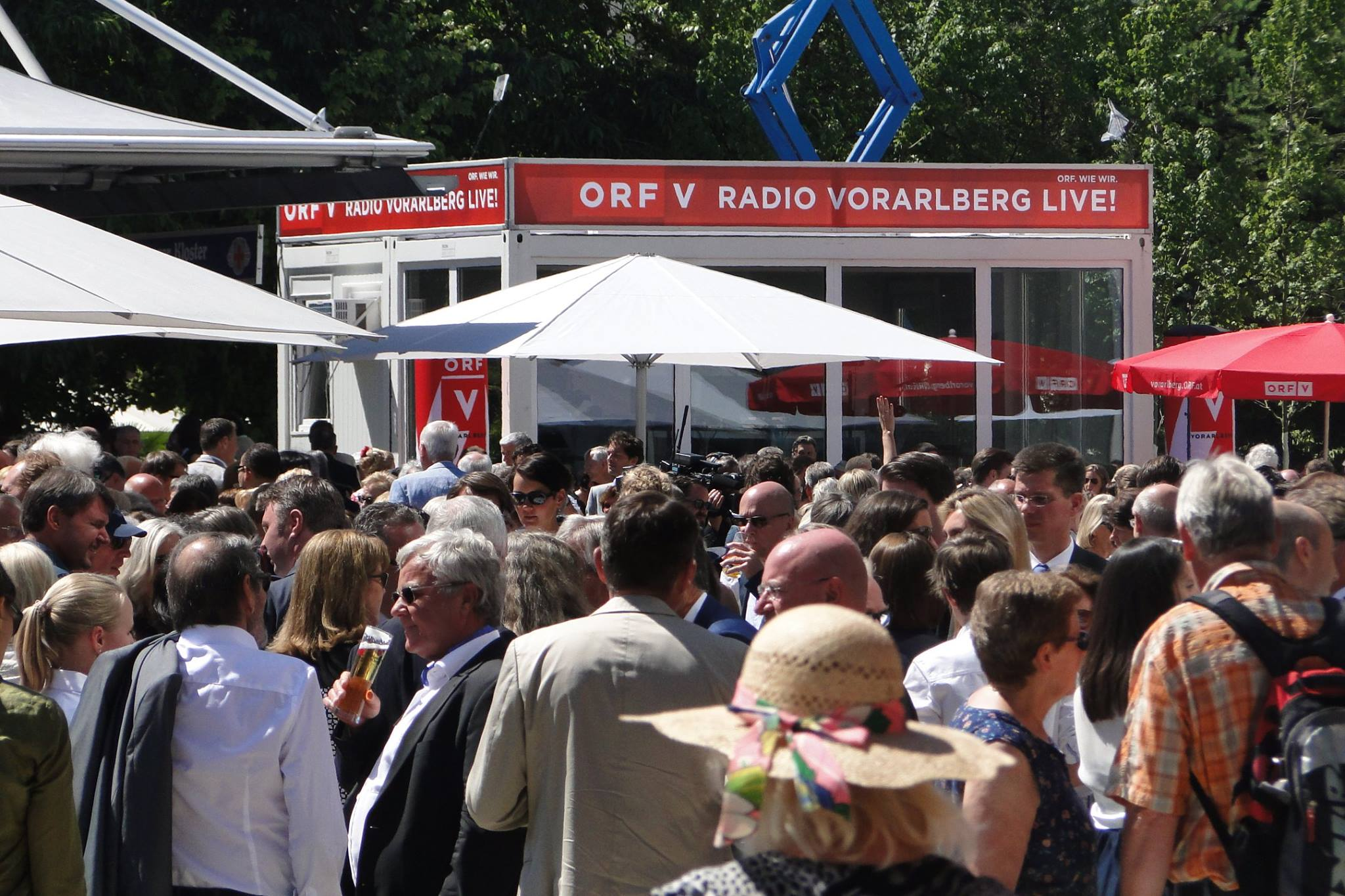
Das Glasstudio von Radio Vorarlberg im Einsatz bei der Eröffnung der Bregenzer Festspiele 2016.

### Kultur
Radio Vorarlberg bietet ein umfassendes Kulturprogramm. Dazu gehören die zu jedem Wochentag abends ausgestrahlte Sendung "Kultur" und die direkt darauf folgenden Spezialsendungen Das Konzert (Montag), Sound-Check (Dienstag), Im Ländle groovts (Mittwoch), Österreichhits (Donnerstag) und Kulthits (Freitag).

### Podcasts
Viele Sendungen von Radio Vorarlberg (wie Focus, Ansichten oder Neues bei Neustädter) sind nach ihrer Ausstrahlung als Podcast verfügbar. Seit 5. Jänner 2020 erscheint mit kaktuskuscheln - Stachelig, aber mit Herz jeden Sonntag um 20:00 ein originärer Podcast, der von den Radio Vorarlberg-Moderatoren Christian Suter und Dominic Dapré produziert wird.

## Sendungen und Moderatoren
| Sendung                 | Sendezeit                                       | Moderator |
| ----------------------- | ----------------------------------------------- | --- |
| Guten Morgen Vorarlberg | Mo–Fr 5–9 Uhr Sa, So und an Feiertagen 6–10 Uhr | - Reinhard Wittwer & Laura Überbacher - Dominic Dapré & Nicole Oberhauser                                                    |
| Der Vormittag           | Mo–Fr 9–12 Uhr                                  | - Heinrich Sohm - Nicole Benvenuti - Carmen Franceschini - Inés Mäser - Roman Neugebauer                                     |
| Der Mittag              | Mo–Fr 12–13 Uhr                                 | - Heinrich Sohm - Nicole Benvenuti - Carmen Franceschini - Inés Mäser - Roman Neugebauer                                     |
| Neues bei Neustädter    | Mo–Fr 13–14 Uhr (ausgenommen Schulferien)       | - Matthias Neustädter |
| Der Nachmittag          | Mo–Fr 14–16 Uhr                                 | - Bernhard Zillner - Nicole Benvenuti - Carmen Franceschini - Inés Mäser - Roman Neugebauer - Vanessa Schelling              |
| Der Abend               | Mo–Fr 16–20 Uhr                                 | - Christian Suter - Roman Neugebauer - Nicole Benvenuti - Carmen Franceschini - Inés Mäser                                   |
| Kultur                  | Mo–Fr 20–21 Uhr                                 | - Nikolaus Küng - Annette Raschner - Jasmine Ölz - Ines Hergovits-Gasser - Ingrid Bertel - Bernhard Zillner - Ulli von Delft |
| Das Wochenende          | Sa und So 10–18 Uhr                             | - Nicole Benvenuti - Carmen Franceschini - Inés Mäser - Roman Neugebauer - Heinrich Sohm - Vanessa Schelling                 |
| Der Feiertag            | feiertags 10–18 Uhr                             | - Nicole Benvenuti - Carmen Franceschini - Inés Mäser - Roman Neugebauer - Heinrich Sohm - Vanessa Schelling                 |
| Focus                   | Sa 13–14 Uhr                                    | - Georg Fabjan |
| Ansichten               | So 11–12 Uhr                                    | - Ulli von Delft |
| kaktuskuscheln          | Podcast, So 20–21 Uhr                           | - Christian Suter - Dominic Dapré                                                                                            |

## Empfang
Innerhalb Vorarlbergs und in angrenzenden Gebieten kann Radio Vorarlberg terrestrisch empfangen werden. Alternativ stehen für weite Teile Europas ein Satellit und weltweit das Internet als Empfangsmöglichkeit zur Verfügung.

### Digital
Internet: Über verschiedene Livestreams kann Radio Vorarlberg weltweit als Internetradio empfangen werden.
Satellit: In Europa kann Radio Vorarlberg digital über das ASTRA-Satellitennetzwerk empfangen werden:
- Satellit: Astra 1H
- Transponder: 115
- Downlink-Frequenz: 12,66275 GHz
- Symbolrate (MS/s): 22
- Fehlerschutz (FEC): 5/6
- Polarisation: horizontal
- Program Clock Reference Packet Identifier (PCR PID): 429

### Terrestrisch
Radio Vorarlberg kann in Vorarlberg – nicht ganz flächendeckend – über folgende UKW-Sender empfangen werden:
| Bludenz   | Lech – Lech: 96,5 MHz; Klösterle – Klösterle: 96,9 MHz; St. Gallenkirchen – St. Gallenkirchen: 94,1 MHz; Gaschurn – Gaschurn: 94,8 MHz; Schruns-Golm – Schruns-Golm: 96,7 MHz; Raggal-Kreuzbühel – Raggal-Kreuzbühel: 93,7 MHz; Stuben-Albona – Stuben-Albona: 90,0 MHz; Dalaas – Dalaas: 94,5 MHz |
| Bregenz   | Mittelberg 1 – Mittelberg 1: 96,3 MHz; Mittelberg 2 – Mittelberg 2: 94,3 MHz; Bregenz 2 – Lauterach: 94,5 MHz; Warth – Warth: 95,0 MHz; Damüls – Damüls: 95,6 MHz; Au – Au: 90,2 MHz; Bezau – Bezau: 94,6 MHz; Bregenz 1 – Pfänder: 98,2 MHz                                                       |
| Dornbirn  | - |
| Feldkirch | Bludenz 1 – Dünserberg: 96,0 MHz; Laterns: 94,5 MHz; Feldkirch-Vorderälple – Feldkirch-Vorderälple: 97,3 MHz |

## Marktanteile
Kein anderes Radio im gesamten Vorarlberger Radiomarkt wird jeden Tag so viel und so lange gehört wie ORF Radio Vorarlberg. Der Radiotest für das Jahr 2020 macht das Regionalradio des ORF wiederholt zum reichweiten- und marktanteilsstärksten Sender in Vorarlberg.
114.000 Personen im Verbreitungsgebiet hören werktags täglich ORF Radio Vorarlberg. Mit einer Tagesreichweite von 31,6 Prozent erreicht das beliebteste und meistgehörte Radioprogramm in Vorarlberg beinahe jeden dritten Einwohner / jede dritte Einwohnerin der Landesbevölkerung über zehn Jahre. Bei den über 35-Jährigen sind es sogar über 40 Prozent der in Vorarlberg lebenden Personen.
Die über Zehnjährigen verbringen bei 35 Prozent Marktanteil mehr als jede dritte gehörte Radiominute in Vorarlberg mit ORF Radio Vorarlberg. 39 von 100 gehörten Radiominuten sind es bei den über 35-jährigen Vorarlbergerinnen und Vorarlbergern.
ORF Radio Vorarlberg hat in seiner Zielgruppe mehr Marktanteil und mehr Reichweite als alle anderen in Vorarlberg inländischen und ausländischen empfangbaren privaten und öffentlich-rechtlichen Nicht-ORF-Sender zusammen. Auch die Radionutzung kann sich in Vorarlberg „hören“ lassen: Vier von fünf Personen schalten werktäglich ihr Radio ein. Die durchschnittliche Nutzungszeit ab zehn Jahren liegt bei mehr als dreieinhalb Stunden pro Tag. Die über 35-Jährigen lassen sich mehr als vier Stunden täglich von ihrem Lieblingsradio begleiten.